# 碳酸鹽補償深度
碳酸鹽補償深度（英語：carbonate compensation depth）是指海洋中碳酸鈣輸入海底的補給速率與溶解速率相等的深度面，也是海底含碳酸鹽的沉積和非碳酸鹽沉積之間的岩相界面。海水表層碳酸鈣是飽和的，隨著水深的增大，水壓增高，水溫降低，海水中的二氧化碳含量增高，碳酸鈣溶解度增大，在碳酸鹽補償深度溶解量與補給量相抵平衡。
現代海洋的CCD約3500公尺深，更深的海洋會溶更多的鈣質，因此更深的海底以矽質為主。